# Свидание в июле
«Свидание в июле» (фр. Rendez-vous de juillet) — французский комедийно-драматический фильм 1949 года, поставленный режиссёром Жаком Беккером. Лента участвовала в основной конкурсной программе 3-го Каннского международного кинофестиваля. В 2016 году она была отобрана для показа в программе «Классика Канн» Каннского кинофестиваля.

## Сюжет
Студент-этнограф Люсьен Боннар пытается найти субсидии для экспедиции в Африку. Начинающие актеры, среди которых его подружка Кристина, хотят поставить пьесу, которую написал молодой драматург. Вскоре Люсьен узнал, что он может наконец получить финансирование, и для этого ему приходится уговорить трех товарищей, чтобы они его не подвели. Один дипломированный кинооператор, не смог отыскать работу по своей специальности, и поэтому ему приходиться играть в подвале на трубе с джазистами. Когда приходит пора отправиться в путь, Люсьен собрал команду в полном составе, но обнаруживает, что Кристина не любит его.

## В ролях
| Актёр          | Роль                     |
| -------------- | ------------------------ |
| Даниель Желен  | Люсьен Боннар            |
| Брижитт Обер   | Тереза Ричард            |
| Николь Курсель | Кристин Курсель          |
| Морис Роне     | Роже Мулен               |
| Клод Лютер     | шеф                      |
| Луи Сенье      | месье Левас              |
| Гастон Модо    | профессор Музея человека |

## Награды
- Приз Луи Деллюка 1949
- Премия синдиката кинокритиков за лучший французский фильм 1950